# Vidovdan
Vidovdan (Cirílico servio: Видовдан) é um feriado religioso, dia de São Vito, que é comemorado em 28 de junho (Calendário Gregoriano, 15 de junho de acordo com o Calendário Juliano, em uso pela igreja ortodoxa sérvia). É também designado como dia comemorativo ao santo príncipe Lazar e aos outros mártires sagrados sérvios que deram suas vidas em defesa de sua fé durante a épica Batalha do Kosovo contra o Império Otomano em 28 de junho de 1389.